# Государственный концертный оркестр духовых инструментов им. В. Н. Еждика
Государственный концертный оркестр духовых инструментов им. В. Н. Еждика — первый в России филармонический концертный оркестр духовых инструментов.

## История
Оркестр был создан в Ростове-на-Дону 26 января 1991 года как духовой оркестр «Дон» Ростовской областной филармонии. До этого в России существовали только военные или любительские духовые оркестры.
Первым художественным руководителем оркестра был бывший начальником оркестра СКВО заслуженный деятель искусств России, профессор Владимир Николаевич Еждик. Его имя оркестр носит с 2000 года.

## Об оркестре
Художественный руководитель оркестра духовых инструментов имени В.Н. Еждика Дмитрий Кохан.

## Награды оркестра
- 1994 — «Золотая труба», главный приз Международного фестиваля духовых оркестров в Югославии.
- Лауреат международного фестиваля «Mid Europe» в Австрии[2].

## Художественные руководители оркестра
- С 2020 по наст. время — Д. Е. Кохан
- С 2011 по 2020 — А. Г. Богдасаров.
- С 2001 по 2011 — В. Е. Вилинов[3].
- С 1990 по 2001 — В. Н. Еждик.